# Bianco d’Alessano
Die Weißweinsorte Bianco d’Alessano wird in der italienischen Weinbauregion Apulien in der Metropolitanstadt Bari sowie den Provinzen Brindisi und Tarent kultiviert und dort häufig als Verschnittpartner für die Sorten Impigno und  Verdeca verwendet. Sie ist in den Denominazione di origine controllata (kurz DOC) - Weißweine Locorotondo und Martina Franca zugelassen.
Sortenrein ausgebaut ergibt der Bianco d’Alessano einen angenehm zu trinkenden, strohgelben Wein. Ende der 1990er Jahre waren in Apulien noch 1692 Hektar Rebfläche mit dieser Sorte bestockt. Sie wird aber häufig zugunsten der Sorte Verdeca aufgegeben, da diese ertragsstärker ist.
Siehe auch den Artikel Weinbau in Italien sowie die Liste von Rebsorten.

## Synonyme
Bianco d’Alessano ist auch unter den Namen Acchiappapalmento, Acchiappapalmento bianco, Bianco d'Assano, Bianco di Latiano, Bianco di Lessame, Bianco di Palmento, Bianco di Valdigna, Butta Palmento und Verdurino bekannt.

## Ampelographische Sortenmerkmale
In der Ampelographie wird der Habitus folgendermaßen beschrieben:
- Die Triebspitze ist offen. Sie ist stark weißwollig mit leicht rötlichem Anflug behaart. Die Jungblätter sind feinflammig behaart.
- Die großen Blätter sind  meist dreilappig bis fünflappig und nur leicht gebuchtet (siehe auch den Artikel Blattform). Die Stielbucht ist U-förmig offen. Das Blatt ist gesägt. Die Zähne sind im Vergleich der Rebsorten eng angeordnet.
- Die konusförmige Traube ist groß, geschultert und dichtbeerig. Die rundlichen Beeren sind mittelgroß und von gelber Farbe. Die Beeren saftig und dickschalig.

Bianco d’Alessano reift ca. 35 Tage nach dem Gutedel und gehört damit zu den spätreifenden Rebsorten der späten dritten Reifungsperiode (siehe das Kapitel im Artikel Rebsorte). Bianco d’Alessano ist eine Varietät der Edlen Weinrebe (Vitis vinifera). Sie besitzt zwittrige Blüten und ist somit selbstfruchtend. Beim Weinbau wird der ökonomische Nachteil vermieden, keinen Ertrag liefernde, männliche Pflanzen anbauen zu müssen.